# Filip Nereusz Olizar
Filip Nereusz Olizar-Wołczkiewicz herbu Radwan Sowity (ur. ok. 1750, zm. w 1816 we Włoszech) – szambelan królewski w czasach panowania Stanisława Augusta Poniatowskiego, podczaszy wielki litewski, marszałek Trybunału Głównego Koronnego.
Brat posła na Sejm Czteroletni, Józefa Kalasantego, oraz Genowefy (matki Franciszka Ksawerego Druckiego  Lubeckiego) i Klary. Poślubił Ludwikę Niemirowicz-Szczyttównę I v. za Ludwikiem Oskierką, córkę Krzysztofa Niemirowicza-Szczytta i Józefy hr. Butlerówny. Z Ludwiką miał troje dzieci: Narcyza, Gustawa oraz Adelajdę - matkę Aleksandra Narcyza Przezdzieckiego.  

## Życiorys
Pochodził ze szlacheckiej rodziny Olizarów herbu Chorągwie Kmitów posiadającej znacznie dobra ziemskie, m.in. na Wołyniu.
9 grudnia 1774 r. został mianowany szambelanem, następnie został podczaszym wielkim litewskim (30 VIII 1780 — 1794). W 1790 r. był deputatem z województwa kijowskiego i marszałkiem Trybunału Głównego Koronnego (1791).
Poseł wołyński na sejm 1776 roku.
Filip Nereusz Olizar został właścicielem Ostrożca, Zabłocia, Woronia, Struhy i Radymla w powiecie pińskim. Po śmierci brata odziedziczył cały majątek, stając się także właścicielem m.in. Korosteszowa. W Korosteszowie wybudował nowy dwór, a także ufundował nowe uposażenie kościoła (1796), otwartą lecznicę oraz szkołę. 
Po rozbiorach był członkiem cesarskiej komisji edukacyjnej na Litwie i rosyjskim rzeczywistym radcą stanu, a także członkiem Akademii Nauk i Towarzystwa Ekonomicznego we Florencji. 
Zmarł we Włoszech, gdzie udał się dla podreperowania zdrowia. 
Był kawalerem orderów Orła Białego, św. Stanisława i św. Włodzimierza II klasy.